# Anas Edathodika
Anas Edathodika (Kondotty, 15 febbraio 1987) è un ex calciatore indiano, di ruolo difensore.

## Carriera

### Club
Ha giocato nella prima divisione indiana. Il 15 ottobre 2023 torna a giocare nella I-League firmando un contratto con il Gokulam Kerala.
Il 2 novembre 2024, dopo non essersi qualificato ai Play-off di Kerala Super League con il Malappuram, annuncia il ritiro dal calcio giocato.

### Nazionale
Viene convocato dal CT Stephen Constantine per partecipare alla Coppa d'Asia 2019.
Il 15 gennaio dello stesso anno, a seguito dall'eliminazione dalla coppa d'Asia, annuncia il suo ritiro dalla nazionale indiana per poi tornare sui suoi passi l'11 giugno 2019 accettando la convocazione del CT Igor Štimac per la Intercontinental Cup.

## Statistiche

### Cronologia presenze e reti in nazionale
| Cronologia completa delle presenze e delle reti in nazionale ― India | Cronologia completa delle presenze e delle reti in nazionale ― India | Cronologia completa delle presenze e delle reti in nazionale ― India | Cronologia completa delle presenze e delle reti in nazionale ― India | Cronologia completa delle presenze e delle reti in nazionale ― India | Cronologia completa delle presenze e delle reti in nazionale ― India | Cronologia completa delle presenze e delle reti in nazionale ― India | Cronologia completa delle presenze e delle reti in nazionale ― India |
| Data                                                                 | Città                                                                | In casa                                                              | Risultato                                                            | Ospiti                                                               | Competizione                                                         | Reti                                                                 | Note                                                                 |
| -------------------------------------------------------------------- | -------------------------------------------------------------------- | -------------------------------------------------------------------- | -------------------------------------------------------------------- | -------------------------------------------------------------------- | -------------------------------------------------------------------- | -------------------------------------------------------------------- | -------------------------------------------------------------------- |
| 22-03-2017                                                           | Phnom Penh                                                           | Cambogia                                                             | 2 – 3                                                                | India                                                                | Amichevole                                                           | -                                                                    |                                                                      |
| 28-03-2017                                                           | Yangon                                                               | Birmania                                                             | 0 – 1                                                                | India                                                                | Qual. Coppa d'Asia 2019                                              | -                                                                    |                                                                      |
| 06-06-2017                                                           | Mumbai                                                               | India                                                                | 2 – 0                                                                | Nepal                                                                | Amichevole                                                           | -                                                                    |                                                                      |
| 13-06-2017                                                           | Bangalore                                                            | India                                                                | 1 – 0                                                                | Kirghizistan                                                         | Qual. Coppa d'Asia 2019                                              | -                                                                    |                                                                      |
| 19-08-2017                                                           | Mumbai                                                               | India                                                                | 2 – 1                                                                | Mauritius                                                            | Amichevole                                                           | -                                                                    |                                                                      |
| 24-08-2017                                                           | Mumbai                                                               | India                                                                | 1 – 1                                                                | Saint Kitts e Nevis                                                  | Amichevole                                                           | -                                                                    |                                                                      |
| 05-09-2017                                                           | Taipa                                                                | Macao                                                                | 0 – 2                                                                | India                                                                | Qual. Coppa d'Asia 2019                                              | -                                                                    |                                                                      |
| 11-10-2017                                                           | Bangalore                                                            | India                                                                | 4 – 1                                                                | Macao                                                                | Qual. Coppa d'Asia 2019                                              | -                                                                    | 77’                                                                  |
| 14-11-2017                                                           | Margao                                                               | India                                                                | 2 – 2                                                                | Birmania                                                             | Qual. Coppa d'Asia 2019                                              | -                                                                    |                                                                      |
| 27-03-2018                                                           | Biškek                                                               | Kirghizistan                                                         | 2 – 1                                                                | India                                                                | Qual. Coppa d'Asia 2019                                              | -                                                                    |                                                                      |
| 01-06-2018                                                           | Mumbai                                                               | India                                                                | 5 – 0                                                                | Taipei cinese                                                        | Coppa Intercontinentale 2018 - 1º turno                              | -                                                                    | 69’                                                                  |
| 04-06-2018                                                           | Mumbai                                                               | India                                                                | 3 – 0                                                                | Kenya                                                                | Coppa Intercontinentale 2018 - 1º turno                              | -                                                                    | 89’                                                                  |
| 10-06-2018                                                           | Mumbai                                                               | India                                                                | 2 – 0                                                                | Kenya                                                                | Coppa Intercontinentale 2018 - Finale                                | -                                                                    |                                                                      |
| 13-10-2018                                                           | Suzhou                                                               | Cina                                                                 | 0 – 0                                                                | India                                                                | Amichevole                                                           | -                                                                    | 63’                                                                  |
| 17-11-2018                                                           | Amman                                                                | India                                                                | 1 – 2                                                                | Giordania                                                            | Amichevole                                                           | -                                                                    |                                                                      |
| 27-12-2018                                                           | Abu Dhabi                                                            | Oman                                                                 | 0 – 0                                                                | India                                                                | Amichevole                                                           | -                                                                    | 68’                                                                  |
| 06-01-2019                                                           | Abu Dhabi                                                            | Thailandia                                                           | 1 – 4                                                                | India                                                                | Coppa d'Asia 2019 - 1º turno                                         | -                                                                    |                                                                      |
| 10-01-2019                                                           | Abu Dhabi                                                            | India                                                                | 0 – 2                                                                | Emirati Arabi Uniti                                                  | Coppa d'Asia 2019 - 1º turno                                         | -                                                                    |                                                                      |
| 14-01-2019                                                           | Sharjah                                                              | India                                                                | 0 – 1                                                                | Bahrein                                                              | Coppa d'Asia 2019 - 1º turno                                         | -                                                                    | 5’                                                                   |
| 15-10-2019                                                           | Calcutta                                                             | India                                                                | 1 – 1                                                                | Bangladesh                                                           | Qual. Mondiali 2022                                                  | -                                                                    | 36’ 76’                                                              |
| 19-11-2019                                                           | Mascate                                                              | Oman                                                                 | 1 – 0                                                                | India                                                                | Qual. Mondiali 2022                                                  | -                                                                    | 37’                                                                  |
| Totale                                                               |                                                                      | Presenze                                                             | 21                                                                   |                                                                      | Reti                                                                 | 0                                                                    |                                                                      |

## Palmarès

### Club

#### Competizioni nazionali
- I-League 2nd Division: 1

Mumbai: 2008
- Indian Super League: 1

ATK: 2019-2020
- ISL Shield: 1

Jamshedpur: 2021-2022

### Nazionale
- Coppa Intercontinentale (India): 1

2018